# Benzimidazol
A benzimidazol heterociklusos aromás szerves vegyület. Kétgyűrűs molekula, kondenzált benzol- és imidazolgyűrűből áll. A legjelentősebb természetes benzimidazol-származék az N-ribozil-dimetilbenzimidazol, mely a B12-vitaminban a kobalthoz kapcsolódó axiális ligandum.
A benzimidazol kondenzált gyűrűs nitrogéntartalmú heterociklusos vegyület, N-heterociklusos karbének szénvázaként használják. Az N-heterociklusos karbéneket rendszerint átmenetifém-komplexekben alkalmazzák ligandumként. Ezeket gyakran N,N'-diszubsztituált benzimidazolínium sók 2-es pozícióban bázis hatására bekövetkező deprotonálásával állítják elő.

## Előállítása
A benzimidazol kereskedelmi forgalomban kapható. A szokásos szintézise o-fenilén-diamin és hangyasav kondenzációjával  történik, de a megfelelő trimetil-ortoformiát is használható:
C6H4(NH2)2  +  HC(OCH3)3  →  C6H4N(NH)CH  +  3 CH3OH
A karbonsav változtatásával ez a módszer általánosan használható 2-szubsztituált származékok előállítására.
A benzimidazol fungicid sajátosságokkal is rendelkezik. Hatását a gombák mikrotubulusaihoz kapcsolódva fejti ki, megakadályozva a hifanövekedést. Az osztódási orsó mikrotubulusait felépítő fehérjéhez, a tubulinhoz is kötődik, ezáltal blokkolja a sejtmag osztódását.

## Fordítás
Ez a szócikk részben vagy egészben  a   Benzimidazole című angol Wikipédia-szócikk ezen változatának fordításán alapul.  Az eredeti cikk szerkesztőit annak laptörténete sorolja fel. Ez a jelzés csupán a megfogalmazás eredetét és a szerzői jogokat jelzi, nem szolgál a cikkben szereplő információk forrásmegjelöléseként.